# Staňkovický mlýn
Staňkovický mlýn ve Staňkovicích v okrese Litoměřice je vodní mlýn, který stojí na Ploskovickém potoce. Je chráněn jako nemovitá kulturní památka České republiky.

## Historie
Mlýn je v obci doložen od 18. století, přestavěn byl v roce 1830.

## Popis
Roubená patrová budova má bohatě řezané lišty podstávky a skládaný štít. Rozšířena je o lednici z lomového kamene. Západní stranu dvora uzavírá hospodářská budova.
Voda na vodní kolo vedla náhonem z rybníka.